# Pascal Krug
Pour les articles homonymes, voir Krug.
Pascal Krug, connu sous son nom de scène Le petit prince, est un chanteur suisse né le 3 février 1952 à Lausanne et mort le 26 juillet 2025,.

## Carrière
Pascal Krug est découvert durant son enfance, alors qu'il se produit au Caveau de la Tour de Lausanne. Il est surnommé « le petit prince » par le producteur français Eddie Barclay, qui le signe sur son label. Claude François demande que l'enfant, âgé de onze ans, se produise en première partie de ses spectacles. Il accompagne également Eddy Mitchell en tant que choriste. Le petit prince figure sur la « Photo du siècle », qui réunit des chanteurs yéyé, prise en 1966 à l'initiative du magazine pour la jeunesse Salut les copains. Il enregistre quelques succès, comme C'est bien joli d’être copains et Tout sauf une rose, et met fin à sa carrière lorsque sa voix commence à muer. Krug retourne dans l'anonymat, il devient père de famille et travaille pour l'État de Vaud en tant que fonctionnaire.

## Discographie
- 1963:  C'est pas drôle / La copine que j'ai choisie (45T SP France)
- 1963: C'est bien joli d'être copains / J'aime bien les filles / Maman ne m'a jamais dit / C'est pas drôle (45T EP France)
- 1964: Tout sauf une rose / Evy aime Jerry / Ma soeur et moi / Ma princesse (45T EP France)
- 1965:  Triste Noël / Chante avec moi (en duo avec Frank Alamo) / S'il faut grandir / Ces gens là (45T EP Canada)
- 1965: Un ami de plus / L'enfant et le cheval blanc / On a volé mon journal / Mes parents se sont quittés (45T EP France)
- 1965: Allez, rends moi mes billes / A mon premier gala / Un homme ça ne pleure pas / Non, non (45T EP France)
- 1966: Si Noël n'existait pas / Dis ma mie / C'est Noël sur Paris / Moi je dis ce que je pense
- 1968: Mrs Brown / Prière / La vie / Je revois (45T EP France)

- Albums 33 tours

Le Petit Prince (Rivièra 25 cm : 321 008 - France)
Chante avec moi / Tout sauf une rose / Ces gens-là / C'est bien joli d'être copains / Un ami de plus / L'enfant et le cheval blanc / Mes parents se sont quittés / On a volé mon journal.
Le Petit Prince (Rivièra 30 cm : RIV 1102 - Canada)
Chante avec moi / Un homme ça ne pleure pas / Ces gens-là / Un ami de plus / Mes parents se sont quittés / Allez rends-moi mes billes / Non, non / À mon premier gala / L'enfant et le cheval blanc / S'il faut grandir.
CD
- 2008:  CD Hier et aujourd'hui (best of)
- 2015: Mon temps n'est jamais perdu